# N-Гликозилирование
N-Гликозилирование (англ. N-linked glycosylation) — биохимический процесс присоединения олигосахарида гликана, к атому азота, чаще всего — к атому азота N4 аспарагиновых остатков. Этот тип связывания важен как для структуры, так и для функционирования некоторых эукариотических белков. Процесс N-гликозилирования распространён у эукариот, а также активно происходит у архей, но у бактерий встречается редко. Характер N-связанных гликанов, прикрепленных к гликопротеину, определяется белком и клеткой, в которой он экспрессируется. Он также варьируется между биологическими видами. Различные виды организмов синтезируют различные типы N-гликанов.

## Биосинтез эукариотами
N-Гликозилирование состоит из 4 основных этапов.
1. Синтез связанного с долихолом предшественника олигосахарида в эндоплазматическом  ретикулуме.
2. Перенос предшественника олигосахарида на образующийся белок.
3. Удаление остатков глюкозы с помощью гликозидазы.
4. Преобразование в гибридные и развёрнутые N-гликаны в аппарате Гольджи с добавлением сахаров.

## Клиническое значение
Изменения в N-гликозилировании связываются с различными заболеваниями, включая ревматоидный артрит, диабет 1-го типа, болезнь Крона и раковые заболевания.
Мутации в 18-ти генах, участвующих в N-гликозилировании, приводят к множеству заболеваний, включающих в себя умственную отсталость, атаксию, судороги, инсультоподобные эпизоды, рецидивирующие инфекции, коагулопатию и отклонения в развитии тела.